# Lucas Tripodi
Lucas Martín Tripodi (Buenos Aires, 18 giugno 1994) è un giocatore di calcio a 5 argentino.

## Carriera
Capocannoniere dell'Argentina nelle qualificazioni alla Coppa del Mondo 2021, Tripodi fu costretto a saltare la rassegna irridata a causa di un grave infortunio. Nel gennaio del 2024 venne incluso nella lista definitiva dei convocati per la Copa América in cui l'Albiceleste fu sconfitta in finale dal Brasile per 2-0.

## Palmarès
- Coppa di Spagna: 1
Inter: 2020-21
- Coppa del Re: 1
Inter: 2020-21
- Supercoppa di Spagna: 1
Inter: 2020